# I Have a Lover
 (mai 2023).
La mise en forme du texte ne suit pas les recommandations de Wikipédia : il faut le « wikifier ».
Les points d'amélioration suivants sont les cas les plus fréquents. Le détail des points à revoir est peut-être précisé sur la page de discussion.
- Les titres sont pré-formatés par le logiciel. Ils ne sont ni en capitales, ni en gras.
- Le texte ne doit pas être écrit en capitales (les noms de famille non plus), ni en gras, ni en italique, ni en « petit »…
- Le gras n'est utilisé que pour surligner le titre de l'article dans l'introduction, une seule fois.
- L'italique est rarement utilisé : mots en langue étrangère, titres d'œuvres, noms de bateaux, etc.
- Les citations ne sont pas en italique mais en corps de texte normal. Elles sont entourées par des guillemets français : « et ».
- Les listes à puces sont à éviter, des paragraphes rédigés étant largement préférés. Les tableaux sont à réserver à la présentation de données structurées (résultats, etc.).
- Les appels de note de bas de page (petits chiffres en exposant, introduits par l'outil «  Source ») sont à placer entre la fin de phrase et le point final[comme ça].
- Les liens internes (vers d'autres articles de Wikipédia) sont à choisir avec parcimonie. Créez des liens vers des articles approfondissant le sujet. Les termes génériques sans rapport avec le sujet sont à éviter, ainsi que les répétitions de liens vers un même terme.
- Les liens externes sont à placer uniquement dans une section « Liens externes », à la fin de l'article. Ces liens sont à choisir avec parcimonie suivant les règles définies. Si un lien sert de source à l'article, son insertion dans le texte est à faire par les notes de bas de page.
- La présentation des références doit suivre les conventions bibliographiques. Il est recommandé d'utiliser les modèles {{Ouvrage}}, {{Chapitre}}, {{Article}}, {{Lien web}} et/ou {{Bibliographie}}. Le mode d'édition visuel peut mettre en forme automatiquement les références.
- Insérer une infobox (cadre d'informations à droite) n'est pas obligatoire pour parachever la mise en page.

Pour une aide détaillée, merci de consulter Aide:Wikification.
Si vous pensez que ces points ont été résolus, vous pouvez retirer ce bandeau et améliorer la mise en forme d'un autre article.
I Have a Lover (coréen : 애인 있어요) est une série télévisée sud-coréenne de 2015-2016 mettant en vedette Kim Hyun-joo, Ji Jin-hee, Park Han-byul et Lee Kyu-han. Il a été diffusé les samedis et dimanches sur SBS à 22h00 (KST) du 22 août 2015 au 28 février 2016 pour 50 épisodes,,. Kim Hyun-joo et Ji Jin-hee ont déjà joué ensemble dans Miss Kim's Million Dollar Quest (2004).

## Synopsis
L'avocate ambitieuse et prospère Do Hae-gang (Kim Hyun-joo) et son mari, Choi Jin-eon (Ji Jin-hee) ont une relation dysfonctionnelle. Ils perdent leur enfant et Jin-eon entame une liaison avec une fille beaucoup plus jeune, Seol-ri (Park Han-byul). Dokgo Yong-gi est la sœur jumelle inconnue de Do Hae-gang. Après le divorce des deux, Hae-gang a un mystérieux accident de voiture et perd la mémoire. Baek Seok (Lee Kyu-han), confondant Hae-gang avec Yong-gi, sauve Hae-gang et la fait vivre sous le nom de Yong-gi. Hae-gang devient le fiancé de Baek-seok et vit avec sa famille. Que se passera-t-il lorsque Jin-eon et Hae-gang se retrouveront ? Le couple pourra-t-il redevenir comme avant ?

## Casting

### Personnages principaux
- Kim Hyun-joo dans le rôle de Do Hae-gang (Nom de naissance : Dokgo On-gi) / Dokgo Yong-gi
- Ji Jin-hee dans le rôle de Choi Jin-eon
- Park Han-byul dans le rôle de Kang Seol-ri
- Lee Kyu-han dans le rôle de Baek Seok

### Personnages secondaires
La famille de Choi Jin-eon
- Dokgo Young-jae dans le rôle de Choi man-ho, le père de Jin-eon
- Na Young-hee dans le rôle de Hong Se-hee, la mère de Jin-eon
- Baek Ji-won dans le rôle de Choi Jin-li, la demi-sœur de Jin-eon
- Gong Hyung-jin dans le rôle de Min Tae-seok, le mari de Jin-li

Famille des sœurs Dokgo Yong-gi / Do Hae-gang
- Kim Chung dans le rôle de Kim Kyu-nam, la mère des sœurs
- Kang Boo-ja dans le rôle de Nam Cho-rok, la grand-mère de Yong-gi
- Kim Ha-yoo dans le rôle de Dokgo Woo-joo, la fille de Yong-gi, alias Zhang Ling

La famille de Baek Seok
- Choi Jung-woo dans le rôle de Baek Jun-sang, le père de Baek Seok
- Seo Ji-hee dans le rôle de Baek Ji
  - Park Ha-young en tant que jeune Baek Ji
- Seo Dong-hyun dans le rôle de Baek Hyun
- Shin Soo Yeon dans le rôle de Baek Jo
  - Lee Chae-mi en tant que jeune Baek Jo
- Kim Do-yeop dans le rôle de Baek Bum
- Ahn Jung-woo dans le rôle de Baek Jun

Casting étendue
- Lee Jae-yoon dans le rôle de Min Kyu-suk, le frère de Tae-seok
- Seo Dong-won dans le rôle de Go Hyun-woo, l'ami de Jin-eon
- Lee Seung-hyung dans le rôle de Kim Tae Ho, le bras droit de Tae-seok
- Jang Won-young en tant que manager Byun Gang-seok, superviseur direct de Yong-gi
- Kim Bo-jung dans le rôle de Song Mi-ae, collègue / ami de Yong-gi
- Kang Seo-jun dans le rôle de collègue de Yong-gi
- Lee Jae-woo dans le rôle de Kim Sun-yong, la fiancée de Yong-gi
- Lee Sang-hoon en tant que gars ordonné par Tae-seok de suivre Yong-gi
- Lee Si-won dans le rôle de Lee Hae Joo, plaignant dans l'affaire Teracop
- Hwang Min-ho en tant que mari de Lee Hae Joo
- Han Dong-hwan en tant qu'avocat de Lee Hae Joo
- Kim Ho-chang
- Lee Ji-yeon
- Seo Boik
- Ahn Sung-gun
- Kang Jun-seok
- Kim Yong-wan
- Jo Ha Lin
- Park Jung Min
- Lee Won-jang
- Han Yeol

## Bande originale

### Partie 1
| No | Titre                                | Artiste             | Durée |
| -- | ------------------------------------ | ------------------- | ----- |
| 1. | 우리 두 사람 (The Two of Us)         | 이은미 (Lee Eun Mi) | 4:47  |
| 2. | 우리 두 사람 (inst.) (The Two of Us) | 이은미 (Lee Eun Mi) | 4:47  |

### Partie 2
| No | Titre                | Artiste  | Durée |
| -- | -------------------- | -------- | ----- |
| 1. | 세월 (Years)         | 류 (Ryu) | 4:26  |
| 2. | 세월 (inst.) (Years) | 류 (Ryu) | 4:26  |

### Partie 3
| No | Titre             | Artiste  | Durée |
| -- | ----------------- | -------- | ----- |
| 1. | 사랑하고 사랑해도 | 류 (Ryu) | 4:36  |

## Récompenses et nominations
| Année | Prix                       | Catégorie                                                       | Destinataire               | Résultat   |
| ----- | -------------------------- | --------------------------------------------------------------- | -------------------------- | ---------- |
| 2015  | 4ème APAN Star Awards      | Prix d'excellence supérieure, acteur dans une série dramatique  | Ji Jin-hee                 | Nomination |
| 2015  | 4ème APAN Star Awards      | Prix d'excellence supérieure, actrice dans une série dramatique | Kim Hyun Joo               | Lauréat    |
| 2015  | 23e SBS Drama Awards       | Prix d'excellence supérieure, acteur dans une série dramatique  | Ji Jin-hee                 | Nomination |
| 2015  | 23e SBS Drama Awards       | Prix d'excellence supérieure, actrice dans une série dramatique | Kim Hyun Joo               | Lauréat    |
| 2015  | 23e SBS Drama Awards       | Prix d'excellence, acteur dans une série dramatique             | Lee Kyu-han                | Nomination |
| 2015  | 23e SBS Drama Awards       | Prix spécial d'acteur, actrice dans une série dramatique        | Parc Han-byul              | Lauréat    |
| 2015  | 23e SBS Drama Awards       | Prix spécial d'acteur, actrice dans une série dramatique        | Baek Ji-won                | Nomination |
| 2015  | 23e SBS Drama Awards       | Prix de popularité des internautes                              | Kim Hyun Joo               | Lauréat    |
| 2015  | 23e SBS Drama Awards       | Meilleur couple                                                 | Ji Jin-hee et Kim Hyun-joo | Lauréat    |
| 2015  | 23e SBS Drama Awards       | Top 10 étoiles                                                  | Kim Hyun Joo               | Lauréat    |
| 2015  | 23e SBS Drama Awards       | Top 10 étoiles                                                  | Ji Jin-hee                 | Lauréat    |
| 2016  | 52e prix des arts Baeksang | Meilleure actrice (TV)                                          | Kim Hyun Joo               | Nomination |
| 2016  | 9e Prix du théâtre coréen  | Prix d'excellence supérieure, actrice                           | Kim Hyun Joo               | Nomination |

## Remarques
- Les épisodes 11 et 12 ont été reportés en raison de la diffusion de l'émission spéciale Chuseok. L'épisode 11 a été diffusé le 3 octobre 2015 et l'épisode 12 a été diffusé le 4 octobre 2015.
- La diffusion de l'épisode 22 prévue le 8 novembre 2015 a été annulée en raison du match de baseball.
- La diffusion de l'épisode 23 prévue le 15 novembre 2015 a été annulée en raison du match de baseball.
- L'épisode 23 diffusé le 21 novembre 2015 a été retardé de près de 50 minutes en raison d'un match de baseball.
- La diffusion de l'épisode 34 prévue le 27 décembre 2015 a été annulée en raison du SBS Gayo Daejun.
- La diffusion de l'épisode 38 prévue le 16 janvier 2016 a été annulée en raison du match de qualification olympique SBS Sports 2016 entre la Corée du Sud et le Yémen.